# 杨传纬
杨传纬（？—），男，中国英语学科教育家。北京师范学院院长（1984年－1989年）。

## 生平
1952年毕业于北京大学。1984年至1989年担任北京师范学院院长。1987年5月16日，在美国纽约州立大学科特兰分校被授予荣誉博士学位。

## 出版物
著有《名师导学词语初中英语》《学科教育学大系：英语学科教育学》，译著《教授与疯子》《闲话大小事》《旧书重温忆华年》《永恒的图书馆》《夜晚的书斋》等，选译教材《美国诗歌选读》。